# Musée du jouet de Ferrières
 (septembre 2017).
Le musée du jouet de Ferrières est situé au n° 6 de la rue de Lognoul à Ferrières (Province de Liège- Belgique).

## Historique
Ce musée est ouvert depuis 1984 dans les anciens locaux de l'école des sœurs. Il a été principalement constitué par la collection de jouets anciens et insolites qu'un couple de Ferrusiens avaient patiemment rassemblés.

## Situation
Le musée se trouve au centre de Ferrières à deux pas de la place de Chablis.

## Description
Le musée présente plus de 1 000 jouets anciens choisis dans ses collections riches de plus de 8500 pièces et répartis dans 5 salles :
- Salle 1 : les jouets de fabrication belge
- Salle 2 : exposition bisannuelle  : 
  - en 2013 et 2014, le thème est "Le cheval jouet remonte le temps".
  - en 2015 et 2016 : « Play & Mobiles ».
  - en 2017 et 2018 : « En avant, marche! ».
  - en 2019, 2020 et 2021 : "Tous en piste!".
- Salle 3 : les jouets d'ici et d'ailleurs (France, Allemagne, États-Unis,...) et kiosque à expositions temporaires.
- Salle 4 : salle de jeux où les jeunes visiteurs peuvent jouer avec de véritables jouets anciens.
- Salle 5 : boutique du musée (jouets actuels pour tout âge, jeux d'occasion, documentation et souvenirs).

La plupart de ces jouets anciens datent de la fin du XIXe siècle à 1950.
Il s'agit entre autres de jouets en bois, jouets artisanaux, jouets musicaux, jouets religieux, jouets mécaniques, jeux de société, trains, véhicules divers, poupées dont une à trois visages, maisons de poupées, ours en peluche, cuisinières, ustensiles de ménage, tirelires ou encore un manège musical.
Outre son rôle patrimonial et muséal, le Musée du Jouet de Ferrières a la volonté pédagogique d'accompagner les acteurs de l'éducation dans leur leçons et activités : visites guidées gratuites pour les écoles, location de valises pédagogiques aux enseignants (jouets anciens et dossiers pédagogiques), animations diverses (jeu de l'oie géant, jeu de village, jeux de table).
Nouveau en 2021 : Service de location de jeux anciens (1940-1980).